# USS Philadelphia (1799)
USS „Philadelphia” – amerykańska fregata żaglowa I klasy zbudowana w 1799 roku w Filadelfii. Wodowana 28 listopada 1799 roku, a do służby w US Navy przyjęta w 6 kwietnia 1800 roku. Podczas blokady Trypolisu weszła na nieoznaczoną rafę i po kilku nieudanych próbach 16 lutego 1804 roku została spalona.

## Historia służby
Mający początkowo nosić miano City of Philadelphia okręt „Philadelphia” został przyjęty do służby w US Navy 6 kwietnia 1800 roku. Podczas quasi-wojny zastąpił USS „Constellation” na stacji morskiej na Gwadelupie i do końca wojny udało mu się zdobyć 5 francuskich okrętów wojennych i odbić 6 amerykańskich jednostek handlowych.
W maju 1801 roku, po zakończeniu konfliktu, „Philadelphię” wysłano na Morze Śródziemne, jako część pierwszej amerykańskiej eskadry patrolującej wody wokół wybrzeża Berberii. W lipcu 1802 okręt powrócił do Ameryki, gdzie pozostawał zacumowany w porcie do maja roku następnego. Wówczas wysłano go ponownie na Morze Śródziemne, gdzie w trakcie I wojny berberyjskiej odbił z trypolitańskich rąk bryg „Cecilia” i rozpoczął blokadę miasta. 
31 października 1803 roku wszedł na nieoznaczoną rafę w zatoce portu w Trypolisie i nękany ogniem został zmuszony do poddania się. Przez następne miesiące US Navy podjęło kilka nieudanych prób jego odbicia lub zniszczenia. 16 lutego 1804 roku grupa ochotników dowodzona przez porucznika Stephena Decatura wdarła się na pokład i podpaliła jednostkę.